# Brachydesmus jeanelli
Brachydesmus jeanelli är en mångfotingart som beskrevs av Ceuca 1958. Brachydesmus jeanelli ingår i släktet Brachydesmus och familjen plattdubbelfotingar. Inga underarter finns listade i Catalogue of Life.